# Datový obsah
Datový obsah, datové pole (anglicky payload) jsou v počítačových sítích užitečné informace přenášené při přenosu dat. Jsou tou částí vysílaných dat, kvůli které se přenos dat uskutečňuje, oproti datům, která jsou posílána s datovým obsahem a která jeho přenos umožňují (jako například hlavičky nebo metadata, někdy označovaná za režijní data).